# テープは切られた
『テープは切られた』（テープはきられた、ドイツ語: Bahn frei!）作品45は、エドゥアルト・シュトラウス1世が作曲したポルカ・シュネル。作曲者の作品の中では最も知られており、演奏機会も多い。

## 楽曲解説
1869年にカイザー・フェルディナント・北部鉄道が開業30周年を記念して舞踏会を開催し、その記念としてエドゥアルト1世が依頼に応えて作曲したものである。この鉄道会社は、ウィーンからブルノ（当時はブルン）、クラコフ（ポーランド領で当時はクラカウという名）に経由してワルシャワまで行く路線で、オーストリアで最も早く開業した鉄道である。
早いテンポに乗せて、汽車での楽しさを表現した楽曲であり、初演は同年の2月17日にディアナザールで催されていた舞踏会にて行われた。

## 楽器編成
- 木管楽器：フルート2、オーボエ2、ファゴット2、クラリネット2、ピッコロ
- 金管楽器：ホルン4、トランペット2、トロンボーン3、テューバ
- その他：弦五部、ブラシで奏する締め紐を弛めた小太鼓、打楽器類多数

## 構成
変ロ長調、4分の2拍子。
冒頭部
ピッコロとフルートの高い汽笛による調子のよい旋律で始まる。トリオは2つ持ち、変ホ長調でスタッカートを生かしたものとなっている。主部に戻ると、短いコーダへ入る。この部分ではブラシで奏される小太鼓が汽車の擬音として活躍する。演奏時間は約2分。

## ニューイヤーコンサート
ウィーンフィル・ニューイヤーコンサートへの登場は以下の通りである。
- 1964年 - ヴィリー・ボスコフスキー指揮
- 1969年 - ヴィリー・ボスコフスキー指揮
- 1985年 - ロリン・マゼール指揮
- 1998年 - ズービン・メータ指揮

## 参考資料
- 『最新名曲解説全集5 管弦楽曲2』（音楽之友社）
- 『ウィンナ・ワルツ大全集』（ヴィリー・ボスコフスキー指揮、デッカ・レコード）の解説書